# La Bussière, Loiret

La Bussière este o comună în departamentul Loiret din centrul Franței. În 1 ianuarie 2022 avea o populație de 761 de locuitori.